# Filippo Marignoli
Filippo Marignoli (Spoleto, 13 aprile 1809 – Spoleto, 17 febbraio 1898) è stato un politico, numismatico e banchiere italiano.

## Le origini della famiglia
Della famiglia Marignoli, originaria di Firenze, si ha notizia fin dal 1200; alcuni suoi esponenti custodirono per cinque volte il gonfalone e per ventisei volte furono priori della città. Nella seconda metà del settecento la famiglia conta vasti possedimenti a Legogne, frazione di Norcia, tra cui l'omonimo castello.
La ricostruzione della discendenza di famiglia è oggi resa difficoltosa dalla perdita delle carte storiche del casato. ma l'origine del successo ottenuto nel settore economico, quindi la prosperità e il rilievo sociale, si possono attribuire a Filippo che, con la moglie Santa Petrazzi, si trasferisce da Legogne a Spoleto alla fine del settecento.
In pochi anni i Marignoli consolidano l'ingresso nella classe dirigente cittadina, costruendo la base della loro futura fortuna. Nel corso degli anni, allargando il proprio raggio di interesse oltre i confini locali, si preparano ad affrontare con successo il cambiamento politico ed economico che si compirà con l'Unità d'Italia.
La principale attività, che in poco tempo conferisce loro ricchezza e prestigio, è il servizio di appaltatori del dazio nel commercio del macinato in Umbria e nella Romagna toscana. Un'altra fonte di reddito e popolarità è l'impresa di famiglia Diligenze pontificie Marignoli, diretta da uno dei figli di Filippo, Liborio Marignoli; il servizio copre lunghe percorrenze, da Firenze, a Roma, a Napoli.

## Biografia
La parabola familiare trova il suo culmine nelle esperienze personali e professionali di Filippo Marignoli (nipote del precedente Filippo) che nasce nel 1809 da Francesco (patrizio spoletino) e Margherita Statera di Spoleto. Nel 1844 insieme al padre Francesco e allo zio Liborio viene aggregato al patriziato di Trevi.
Filippo amministra i beni di famiglia e fonda una banca a Roma insieme al banchiere Luigi Cavallini denominata Banco Marignoli-Cavallini. Il 20 dicembre del 1854 è aggregato alla nobiltà di Spoleto, riconosciuta ai discendenti maschi e femmine. Sposa Isabella Massani, di cui rimane vedovo, e in seconde nozze Emma Torelli, insieme avranno due figli, Francesco e Giacomo.
Nel 1871 acquista tutti i beni di Montecorona, nei pressi di Umbertide; la tenuta comprende l'abbazia, l'eremo, il convento e numerosi annessi. Foto Qui fa costruire una lussuosa abitazione dove, per più di 60 anni, i Marignoli trascorrono lunghi periodi, mantenendo comunque la residenza principale a Spoleto. Nel marzo del 1878 viene nominato Marchese di Montecorona con regio decreto di Sua Maestà Umberto I. Negli anni '30 la tenuta viene fornita di un importante canale di irrigazione che utilizza le acque del Tevere. Nel 1935 tutti beni vengono ceduti dalla famiglia ad una banca. Foto Archiviato il 5 marzo 2016 in Internet Archive.

### La carriera politica
Nel 1874 è eletto deputato, il 15 maggio 1876 viene nominato senatore del Regno nella XII legislatura per il collegio di Spoleto, incarico che manterrà fino al 17 febbraio 1898, giorno della sua morte.
Così si esprime Luigi Cremona, vicepresidente del Senato in occasione della commemorazione:
Del lauto patrimonio fece largo uso a prò della classe operaia, delle arti belle e d'ogni sorta di pie istituzioni. Spoleto ricorda la condotta coraggiosa e benefica del Marignoli in occasione del colèra del 1855; l'opera di lui munifica ed assidua come promotore di lavori pubblici utili e decorosi; le generose largizioni in soccorso dei miseri; l'attività ed integrità come amministratore della cosa pubblica. Egli sarà lungamente rimpianto per tutte le cose buone da lui operate e promosse. [...]»
(Senato del Regno, Atti parlamentari. Discussioni, 28 febbraio 1898)

### Il numismatico
Nel 1864 inizia una collezione di Monete italiane medievali e moderne cui si dedica con cura e passione fino agli ultimi giorni della sua vita. Tale raccolta all'epoca è considerata la più importante fra le collezioni pubbliche e private in Italia, ammirata per la presenza straordinaria di pezzi unici ed inediti, specialmente nella serie pontificia. Si compone di circa 35.000 pezzi nei tre metalli. In qualità di collezionista e di esperto numismatico, il marchese inizia una collaborazione con la Rivista italiana di numismatica; l'obiettivo è illustrare tutte le monete inedite della propria collezione, al fine di pubblicarne il catalogo completo, ma, per i numerosi impegni e per sopraggiunti problemi di salute, interrompe il lavoro. Alla sua morte la collezione viene venduta dagli eredi al re Vittorio Emanuele III di Savoia nel 1900.

### Cariche e onorificenze
- Marchese di Montecorona
- Consigliere provinciale di Perugia
- Proprietario del Banco "Marignoli e Cavallini" in Piazza San Silvestro, 93 Roma
- Presidente della Filarmonica di Spoleto
- Presidente del Pubblico ornato di Spoleto
- Presidente dell'Annona pubblica di Spoleto
- Presidente della Bonificazione delle Valli umbre di Spoleto[7]
- Presidente onorario della Società del mutuo soccorso "Luigi Pianciani"[15]

## Palazzi e ville
Il nome di Filippo Marignoli è legato alla città di Spoleto anche per aver finanziato e commissionato all'architetto Ireneo Aleandri la realizzazione del Teatro Nuovo, circostanza rilevante ricordata nella tela del pittore spoletino Pietro Merlini (1809-1866).
Il marchese Filippo, architetto dilettante, commissiona la realizzazione e la ristrutturazione di numerose dimore, di alcune, probabilmente cura anche il disegno:
- Palazzo Marignoli nella tenuta di Monte Corona (Umbertide), di proprietà Marignoli fino alla metà degli anni '30.
- Palazzo Marignoli. Dopo la nomina a senatore del Regno d'Italia nel 1878 Marignoli fa costruire il sontuoso palazzo in Piazza di San Silvestro a Roma, su progetto dell'architetto Salvatore Bianchi. Alcuni anni dopo il palazzo deve arretrare per consentire l'ampliamento di via del Corso, quindi la facciata precedente viene demolita e quella nuova ricostruita dall'architetto Giulio Podesti[19]. Gli eredi lo venderanno alla Riunione Adriatica di Sicurtà, che tuttora vi risiede.
- Villa Marignoli in località Colle Ferretto di Spoleto. Dimora progettata con funzione principalmente di svago, è circondata da un grande parco naturale adatto a praticare la caccia. Sono presenti anche un giardino all'inglese sul retro della villa, due piccoli giardini all'italiana lateralmente, una limonaia, un laghetto artificiale e la casa del custode, edificata nella seconda metà del XIX secolo[20][21].
- Villa Marignoli, Monteluco di Spoleto. Soppressa la congregazione eremitica sul Monteluco, il padre Francesco Marignoli acquista l'eremo di san Paolo primo eremita; i lavori di ristrutturazione da lui effettuati nella prima metà dell'Ottocento conferirono alla villa l'attuale aspetto. Al figlio Filippo si deve la costruzione, nel 1850 della retrostante chiesa dedicata a San Francesco d'Assisi[22].
- Villa Redenta a Spoleto. Nel 1885, deceduti tutti gli eredi di Leone XII, settant'anni dopo che suo padre l'aveva rilevata per conto del Papa della Genga, Filippo riacquista Villa Loccatelli e la rinomina Villa Redenta . Negli anni successivi qui si celebreranno i matrimoni dei nipoti: Liborio, Giulio, Emma e Leopoldina[23]. Rimane proprietà Marignoli fino al 1957 quando la marchesa Flaminia vende tutto alla Provincia Umbra di San Francesco dei Frati Minori Conventuali.
- Palazzo Marignoli in Largo Fratelli Cairoli a Spoleto. È il palazzo di famiglia in città; il salone da ballo, affrescato da Mariano Piervittori, è un esempio perfettamente conservato del gusto decorativo di metà Ottocento[24]. Di fianco la chiesa di San Giuseppe che Filippo Marignoli fa ristrutturare nel 1855[25].
- Palazzo Rosari-Spada a Spoleto. Diventa di proprietà Marignoli nei primi anni dell'800. Attualmente è la sede del Museo del tessile e del costume.
- Villa Emma, già Villa Marignoli a Posillipo. Qui Liborio Marignoli conosce la futura moglie Beatrice O'Brian.
- Villa Marignoli in via Po a Roma, fatta costruire dal figlio Giacomo nel 1907 su progetto di Giulio Magni[26].

## Albero genealogico
|                            |                            |                            |                            |                            |                            |                    |                    |                          |                          |                           |                           |                           |                           |                           |                           |                         |                         |                         |                         |                         |                         |                                          |                                          |                                          |                                          |                                          |                                          |                                     |                                     |                               |                               |                               |                               |                                    |                                    |                                    |                                    |                                    |                                    |                                  |                                  | Santa Petrazzi                   | Santa Petrazzi                   | Santa Petrazzi                   | Santa Petrazzi                   | Santa Petrazzi                           | Santa Petrazzi                           |                                          |                                          | Filippo Marignoli                                 | Filippo Marignoli                                 | Filippo Marignoli                                 | Filippo Marignoli                                 | Filippo Marignoli                                 | Filippo Marignoli                                 |  |  |  |  |
|                            |                            |                            |                            |                            |                            |                    |                    |                          |                          |                           |                           |                           |                           |                           |                           |                         |                         |                         |                         |                         |                         |                                          |                                          |                                          |                                          |                                          |                                          |                                     |                                     |                               |                               |                               |                               |                                    |                                    |                                    |                                    |                                    |                                    |                                  |                                  | Santa Petrazzi                   | Santa Petrazzi                   | Santa Petrazzi                   | Santa Petrazzi                   | Santa Petrazzi                           | Santa Petrazzi                           |                                          |                                          | Filippo Marignoli                                 | Filippo Marignoli                                 | Filippo Marignoli                                 | Filippo Marignoli                                 | Filippo Marignoli                                 | Filippo Marignoli                                 |  |  |  |  |
|                            |                            |                            |                            |                            |                            |                    |                    |                          |                          |                           |                           |                           |                           |                           |                           |                         |                         |                         |                         |                         |                         |                                          |                                          |                                          |                                          |                                          |                                          |                                     |                                     |                               |                               |                               |                               |                                    |                                    |                                    |                                    |                                    |                                    |                                  |                                  |                                  |                                  |                                  |                                  |                                          |                                          |                                          |                                          |                                                   |                                                   |                                                   |                                                   |                                                   |                                                   |  |  |  |  |
|                            |                            |                            |                            |                            |                            |                    |                    |                          |                          |                           |                           |                           |                           |                           |                           |                         |                         |                         |                         |                         |                         |                                          |                                          |                                          |                                          |                                          |                                          |                                     |                                     |                               |                               |                               |                               |                                    |                                    |                                    |                                    |                                    |                                    |                                  |                                  |                                  |                                  |                                  |                                  |                                          |                                          |                                          |                                          |                                                   |                                                   |                                                   |                                                   |                                                   |                                                   |  |  |  |  |
|                            |                            |                            |                            |                            |                            |                    |                    |                          |                          |                           |                           |                           |                           |                           |                           |                         |                         |                         |                         |                         |                         |                                          |                                          |                                          |                                          |                                          |                                          |                                     |                                     |                               |                               |                               |                               | Margherita Statera                 | Margherita Statera                 | Margherita Statera                 | Margherita Statera                 | Margherita Statera                 | Margherita Statera                 |                                  |                                  | Francesco Marignoli              | Francesco Marignoli              | Francesco Marignoli              | Francesco Marignoli              | Francesco Marignoli                      | Francesco Marignoli                      |                                          |                                          | Liborio Marignoli                                 | Liborio Marignoli                                 | Liborio Marignoli                                 | Liborio Marignoli                                 | Liborio Marignoli                                 | Liborio Marignoli                                 |  |  |  |  |
|                            |                            |                            |                            |                            |                            |                    |                    |                          |                          |                           |                           |                           |                           |                           |                           |                         |                         |                         |                         |                         |                         |                                          |                                          |                                          |                                          |                                          |                                          |                                     |                                     |                               |                               |                               |                               | Margherita Statera                 | Margherita Statera                 | Margherita Statera                 | Margherita Statera                 | Margherita Statera                 | Margherita Statera                 |                                  |                                  | Francesco Marignoli              | Francesco Marignoli              | Francesco Marignoli              | Francesco Marignoli              | Francesco Marignoli                      | Francesco Marignoli                      |                                          |                                          | Liborio Marignoli                                 | Liborio Marignoli                                 | Liborio Marignoli                                 | Liborio Marignoli                                 | Liborio Marignoli                                 | Liborio Marignoli                                 |  |  |  |  |
|                            |                            |                            |                            |                            |                            |                    |                    |                          |                          |                           |                           |                           |                           |                           |                           |                         |                         |                         |                         |                         |                         |                                          |                                          |                                          |                                          |                                          |                                          |                                     |                                     |                               |                               |                               |                               |                                    |                                    |                                    |                                    |                                    |                                    |                                  |                                  |                                  |                                  |                                  |                                  |                                          |                                          |                                          |                                          |                                                   |                                                   |                                                   |                                                   |                                                   |                                                   |  |  |  |  |
|                            |                            |                            |                            |                            |                            |                    |                    |                          |                          |                           |                           |                           |                           |                           |                           |                         |                         |                         |                         |                         |                         | Isabella Massani (prime nozze) 1825-1860 | Isabella Massani (prime nozze) 1825-1860 | Isabella Massani (prime nozze) 1825-1860 | Isabella Massani (prime nozze) 1825-1860 | Isabella Massani (prime nozze) 1825-1860 | Isabella Massani (prime nozze) 1825-1860 |                                     |                                     | Emma Torelli (seconde nozze)  | Emma Torelli (seconde nozze)  | Emma Torelli (seconde nozze)  | Emma Torelli (seconde nozze)  | Emma Torelli (seconde nozze)       | Emma Torelli (seconde nozze)       |                                    |                                    | Filippo Marignoli 1809-1898        | Filippo Marignoli 1809-1898        | Filippo Marignoli 1809-1898      | Filippo Marignoli 1809-1898      | Filippo Marignoli 1809-1898      | Filippo Marignoli 1809-1898      |                                  |                                  |                                          |                                          |                                          |                                          |                                                   |                                                   |                                                   |                                                   |                                                   |                                                   |  |  |  |  |
|                            |                            |                            |                            |                            |                            |                    |                    |                          |                          |                           |                           |                           |                           |                           |                           |                         |                         |                         |                         |                         |                         | Isabella Massani (prime nozze) 1825-1860 | Isabella Massani (prime nozze) 1825-1860 | Isabella Massani (prime nozze) 1825-1860 | Isabella Massani (prime nozze) 1825-1860 | Isabella Massani (prime nozze) 1825-1860 | Isabella Massani (prime nozze) 1825-1860 |                                     |                                     | Emma Torelli (seconde nozze)  | Emma Torelli (seconde nozze)  | Emma Torelli (seconde nozze)  | Emma Torelli (seconde nozze)  | Emma Torelli (seconde nozze)       | Emma Torelli (seconde nozze)       |                                    |                                    | Filippo Marignoli 1809-1898        | Filippo Marignoli 1809-1898        | Filippo Marignoli 1809-1898      | Filippo Marignoli 1809-1898      | Filippo Marignoli 1809-1898      | Filippo Marignoli 1809-1898      |                                  |                                  |                                          |                                          |                                          |                                          |                                                   |                                                   |                                                   |                                                   |                                                   |                                                   |  |  |  |  |
|                            |                            |                            |                            |                            |                            |                    |                    |                          |                          |                           |                           |                           |                           |                           |                           |                         |                         |                         |                         |                         |                         |                                          |                                          |                                          |                                          |                                          |                                          |                                     |                                     |                               |                               |                               |                               |                                    |                                    |                                    |                                    |                                    |                                    |                                  |                                  |                                  |                                  |                                  |                                  |                                          |                                          |                                          |                                          |                                                   |                                                   |                                                   |                                                   |                                                   |                                                   |  |  |  |  |
|                            |                            |                            |                            |                            |                            |                    |                    |                          |                          |                           |                           |                           |                           |                           |                           |                         |                         |                         |                         |                         |                         |                                          |                                          |                                          |                                          |                                          |                                          |                                     |                                     |                               |                               |                               |                               |                                    |                                    |                                    |                                    |                                    |                                    |                                  |                                  |                                  |                                  |                                  |                                  |                                          |                                          |                                          |                                          |                                                   |                                                   |                                                   |                                                   |                                                   |                                                   |  |  |  |  |
|                            |                            |                            |                            |                            |                            |                    |                    |                          |                          |                           |                           |                           |                           |                           |                           |                         |                         |                         |                         |                         |                         | Flaminia Torlonia 1860-1918              | Flaminia Torlonia 1860-1918              | Flaminia Torlonia 1860-1918              | Flaminia Torlonia 1860-1918              | Flaminia Torlonia 1860-1918              | Flaminia Torlonia 1860-1918              |                                     |                                     | Francesco Marignoli 1861-1909 | Francesco Marignoli 1861-1909 | Francesco Marignoli 1861-1909 | Francesco Marignoli 1861-1909 | Francesco Marignoli 1861-1909      | Francesco Marignoli 1861-1909      |                                    |                                    | Giacomo Marignoli                  | Giacomo Marignoli                  | Giacomo Marignoli                | Giacomo Marignoli                | Giacomo Marignoli                | Giacomo Marignoli                |                                  |                                  | Eloisa Keen Vargas 1887-1970             | Eloisa Keen Vargas 1887-1970             | Eloisa Keen Vargas 1887-1970             | Eloisa Keen Vargas 1887-1970             | Eloisa Keen Vargas 1887-1970                      | Eloisa Keen Vargas 1887-1970                      |                                                   |                                                   |                                                   |                                                   |  |  |  |  |
|                            |                            |                            |                            |                            |                            |                    |                    |                          |                          |                           |                           |                           |                           |                           |                           |                         |                         |                         |                         |                         |                         | Flaminia Torlonia 1860-1918              | Flaminia Torlonia 1860-1918              | Flaminia Torlonia 1860-1918              | Flaminia Torlonia 1860-1918              | Flaminia Torlonia 1860-1918              | Flaminia Torlonia 1860-1918              |                                     |                                     | Francesco Marignoli 1861-1909 | Francesco Marignoli 1861-1909 | Francesco Marignoli 1861-1909 | Francesco Marignoli 1861-1909 | Francesco Marignoli 1861-1909      | Francesco Marignoli 1861-1909      |                                    |                                    | Giacomo Marignoli                  | Giacomo Marignoli                  | Giacomo Marignoli                | Giacomo Marignoli                | Giacomo Marignoli                | Giacomo Marignoli                |                                  |                                  | Eloisa Keen Vargas 1887-1970             | Eloisa Keen Vargas 1887-1970             | Eloisa Keen Vargas 1887-1970             | Eloisa Keen Vargas 1887-1970             | Eloisa Keen Vargas 1887-1970                      | Eloisa Keen Vargas 1887-1970                      |                                                   |                                                   |                                                   |                                                   |  |  |  |  |
|                            |                            |                            |                            |                            |                            |                    |                    |                          |                          |                           |                           |                           |                           |                           |                           |                         |                         |                         |                         |                         |                         |                                          |                                          |                                          |                                          |                                          |                                          |                                     |                                     |                               |                               |                               |                               |                                    |                                    |                                    |                                    |                                    |                                    |                                  |                                  |                                  |                                  |                                  |                                  |                                          |                                          |                                          |                                          |                                                   |                                                   |                                                   |                                                   |                                                   |                                                   |  |  |  |  |
|                            |                            |                            |                            |                            |                            |                    |                    |                          |                          |                           |                           |                           |                           |                           |                           |                         |                         |                         |                         |                         |                         |                                          |                                          |                                          |                                          |                                          |                                          |                                     |                                     |                               |                               |                               |                               |                                    |                                    |                                    |                                    |                                    |                                    |                                  |                                  |                                  |                                  |                                  |                                  |                                          |                                          |                                          |                                          |                                                   |                                                   |                                                   |                                                   |                                                   |                                                   |  |  |  |  |
| Beatrice O'Brien 1882-1976 | Beatrice O'Brien 1882-1976 | Beatrice O'Brien 1882-1976 | Beatrice O'Brien 1882-1976 | Beatrice O'Brien 1882-1976 | Beatrice O'Brien 1882-1976 |                    |                    | Liborio Marignoli ?-1948 | Liborio Marignoli ?-1948 | Liborio Marignoli ?-1948  | Liborio Marignoli ?-1948  | Liborio Marignoli ?-1948  | Liborio Marignoli ?-1948  |                           |                           |                         |                         | Marinetta Trotta        | Marinetta Trotta        | Marinetta Trotta        | Marinetta Trotta        | Marinetta Trotta                         | Marinetta Trotta                         |                                          |                                          | Giulio Marignoli                         | Giulio Marignoli                         | Giulio Marignoli                    | Giulio Marignoli                    | Giulio Marignoli              | Giulio Marignoli              |                               |                               | Emma Marignoli                     | Emma Marignoli                     | Emma Marignoli                     | Emma Marignoli                     | Emma Marignoli                     | Emma Marignoli                     |                                  |                                  | Leopoldina Marignoli 1884-1968   | Leopoldina Marignoli 1884-1968   | Leopoldina Marignoli 1884-1968   | Leopoldina Marignoli 1884-1968   | Leopoldina Marignoli 1884-1968           | Leopoldina Marignoli 1884-1968           |                                          |                                          | Francesco Bourbon del Monte Santa Maria 1879-1927 | Francesco Bourbon del Monte Santa Maria 1879-1927 | Francesco Bourbon del Monte Santa Maria 1879-1927 | Francesco Bourbon del Monte Santa Maria 1879-1927 | Francesco Bourbon del Monte Santa Maria 1879-1927 | Francesco Bourbon del Monte Santa Maria 1879-1927 |  |  |  |  |
| Beatrice O'Brien 1882-1976 | Beatrice O'Brien 1882-1976 | Beatrice O'Brien 1882-1976 | Beatrice O'Brien 1882-1976 | Beatrice O'Brien 1882-1976 | Beatrice O'Brien 1882-1976 |                    |                    | Liborio Marignoli ?-1948 | Liborio Marignoli ?-1948 | Liborio Marignoli ?-1948  | Liborio Marignoli ?-1948  | Liborio Marignoli ?-1948  | Liborio Marignoli ?-1948  |                           |                           |                         |                         | Marinetta Trotta        | Marinetta Trotta        | Marinetta Trotta        | Marinetta Trotta        | Marinetta Trotta                         | Marinetta Trotta                         |                                          |                                          | Giulio Marignoli                         | Giulio Marignoli                         | Giulio Marignoli                    | Giulio Marignoli                    | Giulio Marignoli              | Giulio Marignoli              |                               |                               | Emma Marignoli                     | Emma Marignoli                     | Emma Marignoli                     | Emma Marignoli                     | Emma Marignoli                     | Emma Marignoli                     |                                  |                                  | Leopoldina Marignoli 1884-1968   | Leopoldina Marignoli 1884-1968   | Leopoldina Marignoli 1884-1968   | Leopoldina Marignoli 1884-1968   | Leopoldina Marignoli 1884-1968           | Leopoldina Marignoli 1884-1968           |                                          |                                          | Francesco Bourbon del Monte Santa Maria 1879-1927 | Francesco Bourbon del Monte Santa Maria 1879-1927 | Francesco Bourbon del Monte Santa Maria 1879-1927 | Francesco Bourbon del Monte Santa Maria 1879-1927 | Francesco Bourbon del Monte Santa Maria 1879-1927 | Francesco Bourbon del Monte Santa Maria 1879-1927 |  |  |  |  |
|                            |                            |                            |                            |                            |                            |                    |                    |                          |                          |                           |                           |                           |                           |                           |                           |                         |                         |                         |                         |                         |                         |                                          |                                          |                                          |                                          |                                          |                                          |                                     |                                     |                               |                               |                               |                               |                                    |                                    |                                    |                                    |                                    |                                    |                                  |                                  |                                  |                                  |                                  |                                  |                                          |                                          |                                          |                                          |                                                   |                                                   |                                                   |                                                   |                                                   |                                                   |  |  |  |  |
|                            |                            |                            |                            |                            |                            |                    |                    |                          |                          |                           |                           |                           |                           |                           |                           |                         |                         |                         |                         |                         |                         |                                          |                                          |                                          |                                          |                                          |                                          |                                     |                                     |                               |                               |                               |                               |                                    |                                    |                                    |                                    |                                    |                                    |                                  |                                  |                                  |                                  |                                  |                                  |                                          |                                          |                                          |                                          |                                                   |                                                   |                                                   |                                                   |                                                   |                                                   |  |  |  |  |
|                            |                            | Flaminia Marignoli         | Flaminia Marignoli         | Flaminia Marignoli         | Flaminia Marignoli         | Flaminia Marignoli | Flaminia Marignoli |                          |                          | Anna Maria Stefania Amici | Anna Maria Stefania Amici | Anna Maria Stefania Amici | Anna Maria Stefania Amici | Anna Maria Stefania Amici | Anna Maria Stefania Amici |                         |                         | Francesco Marignoli     | Francesco Marignoli     | Francesco Marignoli     | Francesco Marignoli     | Francesco Marignoli                      | Francesco Marignoli                      |                                          |                                          | Filippo Marignoli 1926-1995              | Filippo Marignoli 1926-1995              | Filippo Marignoli 1926-1995         | Filippo Marignoli 1926-1995         | Filippo Marignoli 1926-1995   | Filippo Marignoli 1926-1995   |                               |                               | Esther Kapiʻolani Kawānanakoa 1928 | Esther Kapiʻolani Kawānanakoa 1928 | Esther Kapiʻolani Kawānanakoa 1928 | Esther Kapiʻolani Kawānanakoa 1928 | Esther Kapiʻolani Kawānanakoa 1928 | Esther Kapiʻolani Kawānanakoa 1928 |                                  |                                  |                                  |                                  |                                  |                                  | Pier Ranieri Bourbon del Monte 1912-1968 | Pier Ranieri Bourbon del Monte 1912-1968 | Pier Ranieri Bourbon del Monte 1912-1968 | Pier Ranieri Bourbon del Monte 1912-1968 | Pier Ranieri Bourbon del Monte 1912-1968          | Pier Ranieri Bourbon del Monte 1912-1968          |                                                   |                                                   |                                                   |                                                   |  |  |  |  |
|                            |                            | Flaminia Marignoli         | Flaminia Marignoli         | Flaminia Marignoli         | Flaminia Marignoli         | Flaminia Marignoli | Flaminia Marignoli |                          |                          | Anna Maria Stefania Amici | Anna Maria Stefania Amici | Anna Maria Stefania Amici | Anna Maria Stefania Amici | Anna Maria Stefania Amici | Anna Maria Stefania Amici |                         |                         | Francesco Marignoli     | Francesco Marignoli     | Francesco Marignoli     | Francesco Marignoli     | Francesco Marignoli                      | Francesco Marignoli                      |                                          |                                          | Filippo Marignoli 1926-1995              | Filippo Marignoli 1926-1995              | Filippo Marignoli 1926-1995         | Filippo Marignoli 1926-1995         | Filippo Marignoli 1926-1995   | Filippo Marignoli 1926-1995   |                               |                               | Esther Kapiʻolani Kawānanakoa 1928 | Esther Kapiʻolani Kawānanakoa 1928 | Esther Kapiʻolani Kawānanakoa 1928 | Esther Kapiʻolani Kawānanakoa 1928 | Esther Kapiʻolani Kawānanakoa 1928 | Esther Kapiʻolani Kawānanakoa 1928 |                                  |                                  |                                  |                                  |                                  |                                  | Pier Ranieri Bourbon del Monte 1912-1968 | Pier Ranieri Bourbon del Monte 1912-1968 | Pier Ranieri Bourbon del Monte 1912-1968 | Pier Ranieri Bourbon del Monte 1912-1968 | Pier Ranieri Bourbon del Monte 1912-1968          | Pier Ranieri Bourbon del Monte 1912-1968          |                                                   |                                                   |                                                   |                                                   |  |  |  |  |
|                            |                            |                            |                            |                            |                            |                    |                    |                          |                          |                           |                           |                           |                           |                           |                           |                         |                         |                         |                         |                         |                         |                                          |                                          |                                          |                                          |                                          |                                          |                                     |                                     |                               |                               |                               |                               |                                    |                                    |                                    |                                    |                                    |                                    |                                  |                                  |                                  |                                  |                                  |                                  |                                          |                                          |                                          |                                          |                                                   |                                                   |                                                   |                                                   |                                                   |                                                   |  |  |  |  |
|                            |                            |                            |                            |                            |                            |                    |                    |                          |                          |                           |                           |                           |                           |                           |                           |                         |                         |                         |                         |                         |                         |                                          |                                          |                                          |                                          |                                          |                                          |                                     |                                     |                               |                               |                               |                               |                                    |                                    |                                    |                                    |                                    |                                    |                                  |                                  |                                  |                                  |                                  |                                  |                                          |                                          |                                          |                                          |                                                   |                                                   |                                                   |                                                   |                                                   |                                                   |  |  |  |  |
|                            |                            |                            |                            |                            |                            |                    |                    | Giulio Marignoli 1963    | Giulio Marignoli 1963    | Giulio Marignoli 1963     | Giulio Marignoli 1963     | Giulio Marignoli 1963     | Giulio Marignoli 1963     |                           |                           | Cristina Marignoli 1965 | Cristina Marignoli 1965 | Cristina Marignoli 1965 | Cristina Marignoli 1965 | Cristina Marignoli 1965 | Cristina Marignoli 1965 |                                          |                                          | Esmeralda Kapiʻolani Marignoli 1954      | Esmeralda Kapiʻolani Marignoli 1954      | Esmeralda Kapiʻolani Marignoli 1954      | Esmeralda Kapiʻolani Marignoli 1954      | Esmeralda Kapiʻolani Marignoli 1954 | Esmeralda Kapiʻolani Marignoli 1954 |                               |                               | Teresa Elelule Marignoli 1956 | Teresa Elelule Marignoli 1956 | Teresa Elelule Marignoli 1956      | Teresa Elelule Marignoli 1956      | Teresa Elelule Marignoli 1956      | Teresa Elelule Marignoli 1956      |                                    |                                    | Duccio Kaumualiʻi Marignoli 1962 | Duccio Kaumualiʻi Marignoli 1962 | Duccio Kaumualiʻi Marignoli 1962 | Duccio Kaumualiʻi Marignoli 1962 | Duccio Kaumualiʻi Marignoli 1962 | Duccio Kaumualiʻi Marignoli 1962 |                                          |                                          |                                          |                                          |                                                   |                                                   |                                                   |                                                   |                                                   |                                                   |  |  |  |  |